# Otto Held
Otto Held, né le 20 mai 1877 et mort le 17 décembre 1979, est un musicien vaudois, compositeur et directeur de fanfares.

## Biographie
Otto Held entre à 14 ans dans la fanfare du collège de Montreux. Il part ensuite pour Zurich où il effectue un apprentissage de menuisier chez Wladar. Après avoir travaillé pendant trois ans à Paris et quelque temps à Bruxelles, il rentre en Suisse et travaille dans la menuiserie familiale. En 1904, il crée un music-hall et, en 1923, fonde le corps de musique l'Instrumentale. La même année, il dirige notamment le Cercle mandoliniste, la Fanfare des anciens collégiens à Montreux, et la Lyre dont il est président puis directeur pendant cinquante-sept ans. De 1914 à 1924, il est également directeur de la Fanfare du Collège de Montreux.
En 1920, Otto Held fonde la Musique de Huémoz avec un groupe d'amis dans laquelle il joue du violoncelle et de la contrebasse. Il paraît qu'un (co)fondateur était l'accordéoniste Maurice Thöni : "Thöni [...] Von 1917 bis 1919 trat er im Duo mit dem Akkordeonisten Piccoli auf, und 1920 gründete er das Ensemble « La Musique cham-pêtre de Huémoz »."). Il est également actif comme compositeur, son catalogue comprenant plus que 450 pièces de musique champêtre et marches populaires. En 1974, la bourgeoisie d'honneur de Montreux lui est décernée. En 1977, il assiste à sa cinquième fête des vignerons.
Il meurt le 17 décembre 1979, âgé de 102 ans. Un fonds Otto Held a été créé à la Bibliothèque cantonale et universitaire - Lausanne.

## Sources
- « Otto Held », sur la base de données des personnalités vaudoises sur la plateforme « Patrinum » de la Bibliothèque cantonale et universitaire de Lausanne.
- 24 Heures, 2007/05/26, p. 27, Journal de Montreux, 1967/05/20, p. 7
- L'est vaudois, 1974/07/04, p. 1
- Gazette de Lausanne, 1979/12/19, p. 3
- Fonds Otto Held à la BCUL
- Concernant Maurice Thöni : http://www.accorda.ch/crbst_13.html - le nom actuel de la maison d'édition qui a été fondé par Thöni em 1944, repris par Gottfried Aegler en 1976 et ensuite par Adnreas Steiner en 2014 qui le gère en 2020.